# Неклюдов Олексій Іванович
Олексі́й Іва́нович Неклю́дов (25 березня 1906, селище Сокол Рязанської губернії, тепер Рязанської області, Російська Федерація — 4 червня 1996, місто Москва, Російська Федерація) — радянський державний діяч, 1-й секретар Східно-Казахстанського обласного комітету КП Казахстану, 1-й секретар Алма-Атинського міського комітету КП Казахстану. Депутат Верховної ради Казахської РСР 3—5-го скликань. Депутат Верховної ради СРСР 4-го і 6—7-го скликань.

## Біографія
Народився в селянській родині. З 1925 року працював ремонтним робітником служби шляхів залізничної станції Перово.
З 1928 по 1932 рік служив на Робітничо-селянському червоному флоті, був курсантом Ленінградської школи підводного плавання, електриком і секретарем комітету ВЛКСМ підводного човна.
Член ВКП(б) з 1929 року.
У 1932—1933 роках — електромонтер заводу цивільного літакобудування. У 1933—1934 роках — секретар комітету ВЛКСМ заводу цивільного літакобудування.
У 1934—1938 роках — заступник начальника відділу кадрів, заступник секретаря партійного комітету, секретар комітету ВКП(б) Центрального інституту авіаційного моторобудування.
У 1938—1940 роках — відповідальний організатор ЦК Комуністичної партії (більшовиків) Казахстану, завідувач сектору кадрів ЦК КП(б) Казахстану.
У 1940—1946 роках — 1-й секретар Балхаського міського комітету КП(б) Казахстану.
У 1946—1949 роках — слухач Вищої партійної школи при ЦК ВКП(б).
У 1949—1950 роках — секретар Східно-Казахстанського обласного комітету КП(б) Казахстану.
У 1950—1954 роках — 1-й секретар Алма-Атинського міського комітету КП Казахстану.
У 1954—1959 роках — завідувач відділу партійних органів ЦК КП Казахстану.
6 травня 1959 — січень 1963 року — 1-й секретар Східно-Казахстанського обласного комітету КП Казахстану.
З 3 по 17 січня 1963 року — голова організаційного бюро Східно-Казахстанського обласного комітету КП Казахстану із сільськогосподарського виробництва.
17 січня 1963 — 28 грудня 1964 року — 1-й секретар Східно-Казахстанського сільського обласного комітету КП Казахстану.
28 грудня 1964 — 13 квітня 1965 року — секретар Східно-Казахстанського обласного комітету КП Казахстану.
13 квітня 1965 — 10 вересня 1969 року — 1-й секретар Східно-Казахстанського обласного комітету КП Казахстану.
З вересня 1969 року — персональний пенсіонер. Був секретарем первинної партійної організації за місцем проживання, членом районної ради ветеранів війни і праці.
Помер 4 червня 1996 року в Москві.

## Нагороди
- два ордени Леніна
- орден Трудового Червоного Прапора
- орден «Знак Пошани»
- медаль «За трудову доблесть»
- медалі